# Budzówka (Kościelisko)
Budzówka – część wsi Kościelisko w Polsce w województwie małopolskim, w powiecie tatrzańskim, w gminie Kościelisko.
W latach 1975–1998 Budzówka administracyjnie należała do województwa nowosądeckiego.